# آلياكسندر كوهان
آلياكسندر كوهان (بالروسية: Куган, Александр Владимирович)‏ هو لاعب كرة قدم بيلاروسي في مركز الوسط، ولد في 26 مايو 1991 في مالادزيشنا في بيلاروس. شارك مع منتخب بيلاروسيا تحت 21 سنة لكرة القدم. أما مع النوادي، فقد لعب مع دينامو مينسك ونادي سلوتسك.

## وصلات خارجية
- آلياكسندر كوهان على موقع قاعدة بيانات كرة القدم.إي يو (الإنجليزية)
- آلياكسندر كوهان على موقع Soccerway.com (الإنجليزية)
- آلياكسندر كوهان على موقع عالم كرة القدم.نت (الإنجليزية)